# IOS 6
iOS 6 là phiên bản lớn thứ sáu của iOS, hệ điều hành trên điện thoại di động của công ty Apple Inc.. iOS 6 được phát triển tiếp nối từ iOS 5. Phiên bản được công bố tại Hội nghị các nhà phát triển toàn cầu của hãng vào ngày 11 tháng 6 và được phát hành rộng rãi vào ngày 19 tháng 9 năm 2012. Bản kế tiếp của iOS 6 là iOS 7, phát hành ngày 18 tháng 9 năm 2013.

## Ứng dụng
Google Maps hiện tại là Apple Maps

## Lịch sử

### Giới thiệu và phát hành lần đầu
iOS 6 đã được giới thiệu tại Hội nghị phát triển toàn cầu của Apple vào ngày 11 tháng 6 năm 2012.
iOS 6 đã chính thức được phát hành vào 19 tháng 9 năm 2012.

### Cập nhật

#### 6.0.1
iOS 6.0.1 được phát hành vào ngày 1 tháng 11 năm 2012, là bản cập nhật đầu tiên cho iOS 6. Nó bao gồm một vài bản sửa lỗi.

#### 6.0.2
iOS 6.0.2 đã được phát hành vào ngày 18 tháng 12 năm 2012 với nhiều bản sửa lỗi hơn.

#### 6.1
iOS 6.1 đã được phát hành vào ngày 28 tháng 1 năm 2013. Bản cập nhật bao gồm LTE tương thích với nhiều hãng hàng không trên khắp thế giới; Siri và Fandango hội nhập, cho phép người dùng mua vé xem bằng giọng nói (chỉ ở Hoa Kỳ); và cài đặt "Đặt lại định danh quảng cáo" trong Cài đặt, cho phép người dùng kiểm soát nhiều hơn cách ứng dụng theo dõi họ.

#### 6.1.1
iOS 6.1.1 đã được phát hành vào ngày 11 tháng 2 năm 2013 đặc biệt cho iPhone 4S, với các bản sửa lỗi cho các vấn đề có thể tác động đến hiệu suất di động và tính ổn định.

#### 6.1.2
iOS 6.1.2 đã được phát hành vào ngày 19 tháng 2 năm 2013 với sửa lỗi Exchange) có thể ảnh hưởng đến hoạt động mạng và tuổi thọ pin.

#### 6.1.3
iOS 6.1.3 đã được phát hành vào ngày 19 tháng 3 năm 2013 với các bản sửa lỗi bao gồm vá một phương pháp bỏ qua màn hình khoá tiềm năng và các cải tiến khác nhau.

#### 6.1.4
iOS 6.1.4 đã được phát hành vào ngày 2 tháng 5 năm 2013 đặc biệt cho iPhone 5, với một "hồ sơ âm thanh cập nhật dành cho loa ngoài".

#### 6.1.5
iOS 6.1.5 đã được phát hành vào ngày 14 tháng 11 năm 2013 đặc biệt dành cho iPod Touch thế hệ thứ 4 với bản sửa lỗi gọi FaceTime.

#### 6.1.6
iOS 6.1.6 được phát hành vào ngày 21 tháng 2 năm 2014 dành riêng cho iPod Touch thế hệ thứ 4 và iPhone 3GS, với các bản sửa lỗi cho xác minh kết nối SSL.